# Podoplanin
Podoplanin ist ein membranständiges Glykoprotein, welches in diversen Geweben im menschlichen Körper exprimiert wird, so zum Beispiel auf Nieren-Podozyten, nach welchen es benannt wurde.
Da Podoplanin stark auf lymphatischen Endothelzellen, nicht aber auf Blut-Endothelzellen exprimiert wird, dient es als Marker für Lymphgefäße. Die genaue physiologische Funktion von Podoplanin ist unbekannt. Versuche mit Podoplanin-Knockout-Mäusen haben jedoch gezeigt, dass das Protein an der Entwicklung der Lunge und des lymphatischen Gefäßsystems beteiligt ist.
Es existieren mehrere alternativ gespleißte Transkriptvarianten, welche verschieden lange Isoformen kodieren.
Podoplanin bindet an den Thrombozytenrezeptor CLEC-2 der Maus und des Menschen. Knockout-Mäuse für Podoplanin zeigen Entwicklungsschäden am Herz. Bei Patienten mit Primären Gehirntumoren ist eine erhöhte Podoplanin-Expression mit erhöhtem Risiko für Venöse Thromboembolien assoziiert. Podoplanin ist ein Marker für das Mundhöhlenkarzinom-Risiko.
Darüber hinaus aktiviert Podoplanin die intrazelluläre GTPase RhoA via Bindung an mit Podoplanin kolokalisierte ERM Proteine wie Ezrin.